# Pedro Ricardo Barreto Jimeno
Pedro Ricardo Barreto Jimeno, SJ (Lima, 12 de febrer de 1944) és un religiós peruà de la Companyia de Jesús, arquebisbe metropolità de Huancayo i Vicepresident primer de la Conferència Episcopal Peruana.

## Biografia
Pedro Barreto Jimeno va néixer a Lima el 12 de febrer de 1944. Va realitzar els seus estudis al Col·legi de la Immaculada de Lima, pertanyent a la Companyia de Jesús (Promoció Sant Ignasi de Loiola 1960).
El 30 de maig de 1961 ingressà al noviciat de la Companyia de Jesús, sent ordenat prevere el 18 de desembre de 1971. El juliol de 1967 culminà els seus estudis filosòfics a la Facultat de Filosofia de la Companyia de Jesús d'Alcalá de Henares i, el 1972, els estudis de teologia a la Facultat Pontifícia i Civil de Lima. També estudià educació a la universitat privada "Marcelino Champagnat".
De tornada al Perú va ser nomenat rector del seminari diocesà "Corazón de Cristo", va fer tasques pastorals, va ser assessor de la comissió diocesana de laics, membre del consell presbiteral i del col·legi de consultors de la diòcesi de Callao.
Va ser secretari adjunt de la Conferència Episcopal Peruana, membre del comitè jurídic i elegit el seu primer Vicepresident pels anys 2006-2009. Va ser nomenat vicari general del bisbe de Callao i vicepresident del Consell pastoral diocesà el 2000.

### Episcopat
El 21 de novembre de 2001 el Papa Joan Pau II el nomenà bisbe vicari apostòlic de Jaén i titular d'Acufida, prenent possessió del vicariat apostòlic de San Francisco Javier el 6 de gener de 2002.
El 17 de juliol de 2004 Joan Pau II el nomenà arquebisbe metropolità de Huancayo, prenent possessió de la catedral de Huancayo el 5 de setembre de 2004. Rebé el pali arquebisbal de mans del Papa Benet XVI el 29 de juny de 2005.
Va ser representant del Perú al Sínode de bisbes a Roma a l'octubre de 2005. Al maig de 2007 participà en la V Conferència de l'Episcopat Llatinoamericà i del Carib, celebrat a la ciutat d'Aparecida (Brasil), amb l'assistència de Benet XVI.
Va presidir la comissió episcopal d'Acció Social. És president del departament de justícia i solidaritat del Consell episcopal Llatinoamericà i del Carib, i també és vicepresident de la Conferència episcopal peruana (2012-15), elegit a la 99a Assemblea d'aquest organisme. El març de 2018 va ser elegit primer vicepresident de la Conferència episcopal peruana.

### Cardenalat
El 20 de maig de 2018, en acabar la pregarà del Regina Coeli a la plaça de Sant Pere, el Papa Francesc anuncià l'ingrés al Col·legi de Cardenals de Pedro Barreto. Serà creat cardenal en el consistori a celebrar el 29 de juny al Vaticà.

## Premis i reconeixements
- Medalla del Congrés en grau de Cavaller - Congrés de la República del Perú, 2011.
- PremioNacional dels Drets Humans (2010).[3]
- Personatge Regional - Radio Programas del Perú.